# Tennengauer Kunstkreis
Der Tennengauer Kunstkreis (TKK) mit Sitz in Hallein ist ein eingetragener gemeinnütziger Verein. Der Verein arbeitet auf ehrenamtlicher Basis und hat sein hauptsächliches Ziel das Interesse für zeitgenössische Kunst und Kultur im Tennengau bzw. im Land Salzburg zu fördern und vermitteln. Dafür steht dem TKK der Kunstraum Pro Arte zur Verfügung und ist für die Programmierung verantwortlich.

## Struktur und Geschichte
Neben der Ausstellungstätigkeit (5 Ausstellungen im Jahr) im Kunstraum Pro Arte bietet der Kunstkreis Exkursionen, sogenannte „Kunstfahrten“, Lesungen, Performances, Vorträge an. Zu den jeweiligen Ausstellungen gibt es meist ein Künstlergespräch, Führungen, Kunstfrühstück oder ähnliche Veranstaltungen. Jedes Winter- und Sommersemester im Schuljahr bietet der TKK Aktzeichnen an. Dies wird zumeist in einer Klasse der HTBLA Hallein abgehalten und von Prof. Josef Zenzmaier gelehrt. Der Kurs ist für jedermann zugänglich und muss nicht regelmäßig besucht werden. Mit der Internationalen Sommerakademie für Bildende Kunst Salzburg wurde jährlich mit einem Ausstellungsprojekt kooperiert solange die Akademie auf der Halleiner Pernerinsel tätig war. Seit 2005 findet die jährliche Kooperationsausstellung mit der Schmiede Hallein statt die seit 2003 in den alten Salingebäuden auf der Pernerinsel jährlich ihr Symposium abhält. Die Mehrheit der ausstellenden Künstler sind Vereinsmitglieder oder haben einen lokalen Bezug zur Region, ebenso werden auch einige wenige internationale künstlerische Positionen gezeigt.

### Zur Geschichte des Tennengauer Kunstkreises
Nachdem in den 1960er Jahren die Kunstgemeinschaft Tennengau ihre Kunstaktivitäten einstellte, belebten der Gollinger Bildhauer Josef Zenzmaier gemeinsam mit Bernhard Prähauser 1979 das Kunstgeschehen der Region Tennengau erneut und gründeten diese Künstlerschaft. Im früheren Gasthof „Grüner Baum“ in Hallein wurde ein Ort gefunden, wo mit Ausstellungen, Vorträgen, Musik und Diskussionen, städtebaulicher Beschäftigung mit der Halleiner Altstadt sowie mit dem bis heute bestehenden Aktzeichenkurs ein regelmäßiges Programm veranstaltet wurde.
1983 Beginn der jährlichen Schwerpunktausstellungen unter Obmann Josef Zenzmaier mit der Ausstellung "Jakob Adlhart und sein Kreis – Strahlkraft einer Werkstatt" im Keltenmuseum in Hallein.
Ende der 80er Jahre stellte Bernhard Prähauser die Räume seiner Werkstatt am Molnarplatz zur Verfügung, die er unter der Bezeichnung „Galerie Pro Arte“ auch als Ausstellungsort benutzte, dem Tennengauer Kunstkreis als eigenes Veranstaltungslokal an. Der Name wurde vom Verein übernommen und die Räumlichkeiten konnten bis 2007 als Galerie genutzt werden. 1989 übergab Zenzmaier seine leitende Tätigkeit an den Bildhauer Peter Hartl. Im Jahr 1991 übernahm bereits Helga Besl die Leitung, welche bis dato auch Obfrau des Vereins ist.
2006/07 konnte erfolgreich mit der Stadtgemeinde Hallein verhandelt werden und diese stellt seither die neuen Räume am Schöndorferplatz 5 zur Verfügung. Im Nachbarhaus war bis Mitte der 2000er Jahre die einzige kommerzielle Galerie Kunstforum Hallein, was ein Vorteil war, da Kunstbegeisterte den Ort bereits gut kannten. 2008 konnte die erste Ausstellung local heroes im neuen, nun klein geschriebenen kunstraum pro arte eröffnet werden. Die lokalen Medien berichten regelmäßig über die Ausstellungen im Kunstraum Pro Arte. Der Eintritt ist kostenlos.

## Publikationen
- 1983: Katalog, Der Tennengauer Kunstkreis präsentiert. Jakob Adlhart und sein Kreis. Strahlkraft einer Werkstatt. Keltenmuseum Hallein 1983
- 2010: Stille Nacht, Eigenverlag, Tennengauer Kunstkreis (Hrsg.)
- 2010: Local Heroes, Eigenverlag, Tennengauer Kunstkreis (Hrsg.)